# 説明のギャップ
説明のギャップ（せつめいのギャップ、英：explanatory gap）とは、主に神経科学や心の哲学といった意識に関する研究を行う学術分野で使われる言葉で、脳に関する客観的で物理的な記述と、意識の主観的な側面（現象的意識やクオリアとよばれるもの）に関する記述との間にある、説明的なつながりの欠落のこと。アメリカの哲学者ジョセフ・レヴァイン（Joseph Levine）が、1983年の論文 "Materialism and qualia: The explanatory gap" の中で使用した言葉。
そうしたギャップが本当にあるのか、またあったとしてどのような類のギャップか、といった点がしばしば議論される。「そもそもギャップなどは存在しない」という立場では、ギャップを議論する識者の間でその表現が疎通しあえないと主張しあう状態のことであるが、客観的に見てもそこに共通性が見いだせないのは現段階での我々が共有している概念や知識、表現方法の不足によるとする。これは「説明のギャップ」は存在論的なギャップを意味し、存在の証明は将来の科学的な知見の進歩によってやがては埋まるであろう、と考える立場である。
実際に、現象として全く同じ物の色を見ているのにもかかわらず、人によって全く違う色を表現する場合があることが知られている。色覚異常の場合を除き、これは色の恒常性に対する錯覚として説明される。ここでは、この現象を個人ごとに異なる色表現の語彙の差とし、すなわち色を表現する者どうしが持つ互いの知識や経験に差異があることの理解不足であり、違う色を見ているという状況の存在の証明には当たらないとする立場である。